# Littlemill (plaats)
Littlemill is een dorp in de buurt van Nairn in de Schotse lieutenancy Nairn in het raadsgebied Highland met ongeveer 35 inwoners.